# Classe Orion
Le classe Orion sono state quattro navi da battaglia super-dreadnought, le prime di questo tipo, della Royal Navy britannica. La capoclasse Orion venne varata nel 1910. Le unità della classe furono le prime della marina britannica ad avere tutto l'armamento principale in asse sulla linea di mezza nave da prua a poppa, ma questa soluzione progettuale era già stata utilizzata nella statunitense classe South Carolina. Le unità di questa classe furono abbastanza diverse dalla successive classi di navi da battaglia costruite per la Royal Navy, la King George V e la Iron Duke, soprattutto per la disposizione dei fumaioli, il primo dei quali si trovava davanti all'albero maestro. Questa soluzione, comune nelle prime classi di navi da battaglia monocalibro britanniche, creava però gravi problemi agli uomini addetti alla direzione del tiro alloggiati proprio sull'albero maestro.

## Progetto
Le navi di questa classe, progettate nel 1909, segnarono un deciso aumento della stazza rispetto alle precedenti unità classe Colossus. Venne anche adottato un nuovo tipo di cannoni da 343 mm, visto che i precedenti pezzi da 305 mm si erano dimostrati poco efficienti, a causa dell'alta velocità di partenza del proiettile rendeva il tiro meno preciso e causava il rapido deterioramento della canna, inservibile dopo circa 80 colpi. Venne quindi progettata una nuova arma con minore velocità di partenza, compensata da un proiettile decisamente più pesante (570 kg contro i precedenti 390). La minore portata di quest'arma venne compensata con un aumento della elevazione massima da 15 a 20 gradi. Queste armi vennero considerate un successo, anche se l'efficacia venne compromessa dalla scarsa efficienza dei proiettili, almeno fino all'introduzione dei cosiddetti "Green Boy" nel 1918.
Venne anche adottato il posizionamento dell'armamento principale in linea al centro del ponte. Le precedenti classi Colossus e Neptune avevano già incorporato una soluzione simile, con torrette ad altezze diverse per evitare una lunghezza eccessiva della nave. Anche le contemporanee unità statunitensi e non solo incorporavano tutte l'armamento principale in linea. Infatti il grande peso e costo delle torrette da 343 mm era una forte controindicazione al loro posizionamento sui lati del ponte, che le avrebbe rese meno efficienti e limitato il loro raggio utile di tiro. Inoltre le soluzioni adottate con le Colossus e la Neptune avevano reso la disposizione interna della nave molto complicata e non vennero più utilizzate. Il mantenimento di antiquate aperture per l'avvistamento e la mira sulle torrette rese impossibile il fuoco delle torrette soprelevate quando posizionate esattamente su quelle inferiori, per il timore di ferire e stordire l'equipaggio dei cannoni inferiori con il fuoco dei pezzi superiori. Inoltre, l'alto dislocamento rese le unità della classe molto soggette a rollio in caso di mare grosso. Entrambi questi difetti vennero corretti nelle successivi classi di navi da battaglia britanniche
La cintura corazzata venne portata a 300 mm, visto la crescita generale dei calibri utilizzati dalle marine potenzialmente avversarie. È interessante notare come nelle navi di progettazione britannica l'aumento della corazzatura seguisse quello del calibro dei pezzi imbarcati, al contrario delle unità tedesche nelle quali lo spessore della corazzatura era generalmente superiore al calibro delle armi principali. Inoltre, al momento della progettazione delle Orion, la protezione delle unità era basata sullo spessore di una cintura corazzata, studiata per assorbire colpi con traiettoria approssimativamente orizzontale. Non veniva ancora presa in considerazione la corazzatura dei ponti, necessaria per proteggere le navi da colpi con una traiettoria a parabola. Questo in quanto prima della guerra il raggio effettivo entro cui avvenivano i combattimenti navali si limitava a circa 5 chilometri, distanza che comportava una traiettoria dei proiettili quasi piatta. Con lo scoppio della prima guerra mondiale si assistette a combattimenti anche a più di 15 chilometri di distanza, durante i quali divenne evidente che tutte le unità erano vulnerabili a colpi provenienti dall'alto con traiettoria obliqua.
La costruzione delle unità della classe costò circa 1.9 milioni di sterline. Tutte e quattro parteciparono alla battaglia dello Jutland, senza rimanere danneggiate. Queste navi ebbero una carriera molto breve, meno di 10 anni, venendo ritirate dal servizio attivo nel 1921 poco prima dell'inizio delle discussioni riguardo alla limitazione degli armamenti navali sfociate nel Trattato navale di Washington. La Orion e la Conqueror vennero demolite nel 1922. La Monarch venne utilizzata come bersaglio, resistendo per un giorno intero ad un bombardamento navale il 20 gennaio 1925 prima di essere affondata dai colpi della Revenge. La Thunderer fu l'unica che, pur non essendo più utilizzata nel servizio attivo della flotta, fu utilizzata come nave addestramento dal 1922, per essere venduta e demolita nel dicembre 1926.

## Navi
| Nome          | Varo             | Ingresso in servizio | Costruttori                                      | Fine                                        | Foto |
| ------------- | ---------------- | -------------------- | ------------------------------------------------ | ------------------------------------------- | ---- |
| HMS Orion     | 20 agosto 1910   | 2 gennaio 1912       | HMNB Portsmouth Portsmouth                       | Venduta nel 1922 per essere demolita        |      |
| HMS Monarch   | 30 marzo 1911    | febbraio 1912        | Armstrong-Whitworth Newcastle upon Tyne          | Affondata come bersaglio il 20 gennaio 1925 |      |
| HMS Conqueror | 1º maggio 1910   | 1º dicembre 1912     | William Beardmore and Company Glasgow            | Venduta per essere demolita nel 1922        |      |
| HMS Thunderer | 1º febbraio 1911 | maggio 1912          | Thames Ironworks and Shipbuilding Company Tamise | Venduta per essere demolita nel 1921        |      |